# Escut de Qatar
L'escut de Qatar, més aviat un emblema que no un escut heràldic, té com a senyal principal dues simitarres travessades pel mànec dins un cercle groc, entre les quals hi ha un vaixell del tipus dau navegant sobre un mar d'ones blaves i blanques vora una illa amb dues palmeres. Vorejant el cercle central hi ha una bordura dividida horitzontalment per una línia dentada; a la part superior, de color blanc, hi figura el nom oficial de l'estat escrit en àrab: دولة قطر (Dawlat Qatar, «Estat de Qatar»), en caràcters cúfics de color granat, mentre que la part inferior, de color granat, de vegades conté també aquest mateix nom oficial escrit en anglès (State of Qatar) en lletres de color blanc. Aquest escut presenta algunes variacions en el color del cercle central o de les espases, que tan aviat poden ser blanques com granats.
La versió actual data del 1976 i en va substituir una altra, en ús des del 1966, que consistia també en dues simitarres però posades verticalment, una ostra perlífera i dues fulles de palma, amb el nom de Qatar en àrab (قطر) escrit a sobre.
Els elements de l'escut són bastant comuns en diversos estats de l'Orient Mitjà: l'espasa corbada tradicional dels països àrabs és present també en els escuts de l'Aràbia Saudita i d'Oman, i el dau apareix també a l'escut de Kuwait i a l'antic escut dels Emirats Àrabs Units. La palmera també és un símbol nacional saudita. Els colors i la separació dentada del cercle exterior provenen de la bandera estatal.

## Nota
1. ↑  L'escut que inclou el nom en anglès es pot veure, per exemple, a la pàgina de l'Ambaixada de Qatar a Washington Arxivat 2007-09-28 a Wayback Machine., Londres, París Arxivat 2009-11-10 a Wayback Machine. o Bangkok. [Consulta: 3 de març de 2011].